# Аффилиация
В психологии аффилиация (аффиляция, англ. affiliation — «соединение, связь» от позднелатинского filialis — «сыновний») — это стремление быть в обществе других людей, потребность человека в создании тёплых, доверительных, эмоционально значимых отношений с другими людьми. Стремление к сближению с людьми, дружба, любовь, общение — всё это попадает под понятие аффилиация. Формирование данной потребности обусловлено характером взаимоотношений с родителями и сверстниками в раннем детстве и может нарушаться при ситуациях, сопряжённых с тревогой, неуверенностью в себе и приводящих к возникновению чувства одиночества, беспомощности. При этом общество других людей позволяет проверить избранный способ поведения и характер реакций на сложную и опасную обстановку. В известной мере близость других приводит и к прямому снижению тревожности, смягчая последствия физиологического и психологического стресса.
Блокирование аффилиации вызывает такие чувства, как одиночество, отчуждённость, фрустрация.
Генри Мюррей в 1938 году описывал мотив (потребность) аффилиации следующим образом:

 «Заводить дружбу и испытывать привязанность. Радоваться другим людям и жить вместе с ними. Сотрудничать и общаться с ними. Любить. Присоединяться к группам» — [Н. A. Murray], 1938, р. 83